# Thomas Anders
Thomas Anders, egentligen Bernd Weidung, född 1 mars 1963 i Münstermaifeld i Rheinland-Pfalz, är en tysk sångare, kompositör och musikproducent samt medlem av gruppen Modern Talking.
Anders hade en mindre roll i den svensk-tyskproducerade Martin Beck-filmen Stockholm Marathon (1994).

## Diskografi

### Album
- 1989 Different
- 1991 Whispers
- 1992 Down on sunset
- 1993 When I will see you again
- 1994 Barcos de cristal
- 1995 Souled
- 1997 Live concert
- 2004 This time
- 2006 Songs forever
- 2010 Strong

### Singlar
- 1980 Judy
- 1980 Du weinst um ihn
- 1981 Es war die Nacht der ersten Liebe
- 1982 Ich will nicht dein Leben
- 1983 Was macht das schon
- 1983 Wovon träumst du denn
- 1983 Heißkalter Engel
- 1984 Endstation Sehnsucht
- 1984 Es geht mir gut heut' Nacht
- 1989 Love Of My Own
- 1989 One Thing
- 1989 Soldier
- 1991 The Sweet Hello, The Sad Goodbye
- 1991 Can't Give You Anything (But My Love)
- 1991 Can't Give You Anything But My Love remix
- 1991 True Love
- 1992 How Deep Is Your Love
- 1992 Standing Alone
- 1993 When Will I See You Again
- 1993 I'll Love You Forever
- 1993 I'll Love You Forever - Remix
- 1994 The Love In Me
- 1994 The Love In Me - The Remixes
- 1994 Road To Higher Love
- 1995 Never Knew Love Like This Before
- 1995 A Little Bit Of Lovin
- 1995 Never Knew Love Like This Before - Remixes
- 2003 Independent Girl
- 2004 King Of Love
- 2004 Tonight Is The Night
- 2004 Just Dream
- 2006 A Very Special Feeling
- 2008 Ibiza Baba Baya
- 2008 For You
- 2009 The night is still young (med Sandra)

## Videografi
- 2006 Thomas Anders - The DVD-Collection